# 雙堰塘遺址
雙堰塘遺址位於重慶市巫山縣大昌鎮龍興村，屬三峽工程淹沒區，文物遺址年代為商代、周代至漢代，2000年9月7日列為第一批重慶市文物保護單位。